# Давыдов, Рашит Абдулхакович
Рашит (Рашид) Абдулхакович Давыдов (род. 14 июня 1969, Воскресенск, Московская область) — советский и российский хоккеист, выступавший на позиции вратаря; тренер вратарей.

## Игровая карьера
Воспитанник Воскресенского «Химика». Первый тренер — Жулин П. Ф.
С 12 лет принимал участие во всех сборах и турнирах различных сборных команд 1969 года рождения.
С 13 лет тренировался с командой мастеров «Химик» (тренер: Васильев В. Ф.).
В сезонах 1984/85, 85/86, 86/87 в составе сборной СССР хоккеистов 1969 года рождения принимал участие во всех сборах и международных турнирах (тренеры: Казаков Н. П., Дмитриев И. Е.,). Бронзовый призер Чемпионата Европы 1987 года (Финляндия).
Свой первый профессиональный сезон провел в 1987/88 годах в СК им. Урицкого (г. Казань) (тренеры: Стаин В. И., Елфимов В. А.).
Сезон 1988/89 провел в составе СКА МВО (Калинин) (тренер: Волчков А. С.), где удалось стать основным вратарем команды. По окончании службы в СКА вернулся в «Итиль» (г. Казань). Сыграв в сезоне 1989/90 лишь 10 игр попросил обмена в другую команду.
Сезоны (1990/91, 91/92, 92/93, 93/94) был основным вратарем «Дизелист» (г. Пенза) (тренер: Пережогин Ю. Н.). Поднялся с командой из 2й лиги до Высшей. В сезоне 93/94 также сыграл 3 игры за «Итиль» (г. Казань) (тренер: Кузнецов В. Б.) и принял участие в предолимпийском турнире в г. Лиллехаммер (Норвегия) в составе Сборной России (тренер: Моисеев Ю. И.).
Сезоны 1994/95, 95/96 провел в ЦСК ВВС (г. Самара).
Заключительные сезоны 1996/97, 97/98, 98/99 на профессиональном уровне играл за «Дизелист» (г. Пенза).
В 2000 году из-за травмы закончил свою карьеру вратаря, сыграв на профессиональном уровне 380 игр.

## Тренерская карьера
В сезонах 1998/99, 1999/2000, 2001/02-04/05 работал хоккейным тренером у детей.
В 2005 году начал тренерскую деятельность в ХК МВД (Суперлига), с которым дошел до финала Кубка Гагарина 09/10.
В 2010 году произошло объединение ХК МВД с «Динамо» Москва. В сезонах 2011/12, 2012/13 в составе «Динамо» дважды стал обладателем Кубка Гагарина.
С 2014 года тренер вратарей сборной России.
В 2014 году указом Президента России В. В. Путина награжден медалью ордена «За заслуги перед Отечеством» I степени.
В 2016 году перешел в СКА, в составе которого в третий раз стал обладателем Кубка Гагарина.
С октября 2021 года тренер вратарей ХК «Локомотив» (Ярославль), с которым 21 мая 2025 года в четвёртый раз выиграл Кубок Гагарина.

## Достижения

### КХЛ
| Год  | Команда                  | Достижение                         |
| ---- | ------------------------ | ---------------------------------- |
| 2010 | ХК МВД                   | Финалист Кубка Гагарина            |
| 2012 | ХК Динамо (Москва)       | Обладатель Кубка Гагарина          |
| 2013 | ХК Динамо (Москва)       | Обладатель Кубка Гагарина          |
| 2015 | ХК Динамо (Москва)       | Бронзовый призер Чемпионата России |
| 2017 | СКА (Санкт-Петербург)    | Обладатель Кубка Гагарина          |
| 2025 | ХК Локомотив (Ярославль) | Обладатель Кубка Гагарина          |

### сборной
| Год  | Команда        | Достижение                             |
| ---- | -------------- | -------------------------------------- |
| 2014 | Сборная России | Чемпион мира                           |
| 2015 | Сборная России | Серебряный призер чемпионата мира      |
| 2016 | Сборная России | Бронзовый призер чемпионата мира       |
| 2016 | Сборная России | Участник Кубка мира по хоккею с шайбой |
| 2017 | Сборная России | Бронзовый призер чемпионата мира       |
| 2018 | ОСР            | Олимпийский чемпион                    |